# هفتاد و هفتمین دوره جشنواره بین‌المللی فیلم ونیز
هفتاد و هفتمین دوره جشنواره بین‌المللی فیلم ونیز (انگلیسی: 77th Venice International Film Festival) از ۲ تا ۱۲ سپتامبر ۲۰۲۰ در ونیز برگزار شد. البته به دلیل دنیاگیری کروناویروس در ایتالیا به شکل محدودتری نسبت به سال‌های قبل برگزار شد. جشنواره ونیز پس از تعطیلی جشنواره‌های بزرگی چون کن، لوکارنو و کارلووی واری، اولین جشنواره ای بود که پس از شیوع بحران کرونا برگزار شد و توانست به رغم همه محدودیت‌ها، با موفقیت برگزار شود. بازیگر و کارگردان استرالیایی کیت بلانشت ریاست هیئت داوران این جشنواره را برعهده داشت.
ُفیلم روابط ساخته دانیله لوکتی فیلم افتتاحیه جشنواره بود. این اولین فیلم ایتالیایی پس از ۱۱ سال بود که به عنوان فیلم افتتاحیه انتخاب می‌شد.
شیر طلایی هفتاد و هفتم به فیلم عشایر ساخته کلویی ژائو تعلق گرفت. همچنین فیلم «دشت خاموش» به کارگردانی «احمد بهرامی» جایزه بهترین فیلم در بخش افق‌های نو و «روح‌الله زمانی» بازیگر فیلم «خورشید» جایزه مارچلو ماسترویانی برای بهترین بازیگر جوان پدیده هفتاد و هفتمین جشنواره ونیز را از آن خود کردند.

## بخش اصلی

### رقابت اصلی
۴۴درصد (۸ فیلم از بین ۱۸ اثر) را کارگردانان زن ساخته‌اند و این رقم حاکی از رشد تنوع جنسیتی در فستیوال ونیز است.
| نام                      | نام اصلی                               | کارگردان                         | کشور                                                         |
| ------------------------ | -------------------------------------- | -------------------------------- | ------------------------------------------------------------ |
| و فردا تمام جهان         | Und morgen die ganze Welt              | جولیا فون‌هاینز                   | فرانسه - آلمان                                               |
| رفقای عزیز               | Dorogie tovarishchi (Дорогие товарищи) | آندری کونچالوفسکی                | روسیه - آلمان - فرانسه                                       |
| شاگرد                    | The Disciple                           | چایتانیا تامانه                  | هند                                                          |
| در میان مردن             | Səpələnmiş ölümlər arasında            | هیلال بایداروف                   | آذربایجان - مکزیک - آمریکا                                   |
| لیلا در حیفا             |                                        | عاموس گیتای                      | اسرائیل - فرانسه                                             |
| عاشقان                   | Amants                                 | نیکول گارسیا                     | فرانسه                                                       |
| خواهران ماکالوسو         | Le sorelle Macaluso                    | اما دانته                        | ایتالیا                                                      |
| خانم مارکس               |                                        | سوزانا نیکارلی                   | ایتالیا - فرانسه - بلژیک                                     |
| دیگر هرگز برف نخواهد آمد | Śniegu już nigdy nie będzie            | ماوگوژاتا شوموفسکا و میشا انگلرت | لهستان - آلمان                                               |
| فرمان تازه               | Nuevo Orden                            | میشل فرانکو                      | مکزیک - فرانسه                                               |
| عشایر                    |                                        | کلویی ژائو                       | امریکا                                                       |
| شب                       |                                        | جانفرانکو رزی                    | ایتالیا - فرانسه - آلمان                                     |
| پدر ما                   |                                        | کلودیو نوسه                      | ایتالیا                                                      |
| تکه‌های یک زن             |                                        | کورنل موندروتسو                  | کانادا - مجارستان                                            |
| کجا می‌روی آیدا؟          | Quo Vadis, Aida?                       | یاسمیلا ژبانیچ                   | بوسنی هرزگوین - رمانی -اترش - هلند - آلمان - لهستان - فرانسه |
| خورشید                   | Khorshid (خورشید)                      | مجید مجیدی                       | ایران                                                        |
| همسر یک جاسوس            | Supai no tsuma (スパイの妻)            | کیوشی کوروساوا                   | ژاپن                                                         |
| دنیایی که می‌آید          |                                        | مونا فستولد                      | آمریکا                                                       |

### خارج از مسابقه
| نام | نام اصلی | کارگردان | کشور |
| --- | -------- | -------- | ---- |
| '   |          |          |      |

### افق‌ها
| نام | نام اصلی | کارگردان | کشور |
| --- | -------- | -------- | ---- |
| '   |          |          |      |

## بخش‌های مستقل

### هفته منتقدان بین‌المللی
| نام | نام اصلی | کارگردان | کشور |
| --- | -------- | -------- | ---- |
| '   |          |          |      |

## هیئت داوران

### رقابت اصلی
- کیت بلانشت، بازیگر استرالیایی (رئیس هیئت داوران)
- مت دیلون، بازیگر آمریکایی
- ورونیکا فرانز، کارگردان و فیلمنامه نویس اتریشی
- جوانا هاگ، کارگردان و فیلمنامه نویس انگلیسی
- نیکولا لاجویا، نویسنده ایتالیایی
- کریستین پتزولد، فیلمساز آلمانی
- لودیوین سنیه، مدل و بازیگر فرانسوی

### افق‌ها
- کلر دنی، کارگردان و فیلمنامه نویس فرانسوی (رئیس هیئت داوران)
- اسکار آلگریا، کارگردان اسپانیایی
- فرانچسکا کومنچینی، فیلمنامه‌نویس و کارگردان ایتالیایی
- کاتریل شوری، بنیان گذار سابق صندوق فیلم اسرائیل
- کریستین واچون، تهیه کننده آمریکایی

## جوایز
بخش مسابقه
- شیر طلایی: عشایر (فیلم) ساخته کلویی ژائو
- جایزه بزرگ هیئت داوران: فرمان تازه ساخته میشل فرانکو
- شیر نقره‌ای: کیوشی کوروساوا برای همسر یک جاسوس
- بهترین بازیگر زن: ونسا کربی برای تکه‌های یک زن
- بهترین بازیگر مرد: پیرفرانچسکو فاوینو برای پدر ما
- بهترین فیلمنامه: چایتانیا تامانه برای شاگرد (فیلم ۲۰۲۰)
- جایزه ویژه هیئت داوران: رفقای عزیز ساخته آندری کونچالوفسکی
- جایزه مارچلو ماسترویانی: روح‌الله زمانی برای خورشید (فیلم ۱۳۹۸)

بخش افق‌ها
- بهترین فیلم: «دشت خاموش» ساخته احمد بهرامی
- بهترین کارگردان:لاو دیاز برای فیلم «Lahi, Hayop»
- جایزه ویژه هیئت داوران: «بشنو» ساخته آنا روشا دی سوسا
- بهترین بازیگر زن: خنسا بتما برای فیلم «Zanka Contact»
- بهترین بازیگر مرد: یحیی محاینی برای فیلم «مردی که پوستش را فروخت»
- بهترین فیلمنامه:پی‌یر کاستیلتو برای فیلم «خرابکارها»
- جایزه بهترین فیلم اول: «بشنو» ساخته آنا روشا دی سوسا
- بهترین فیلم کوتاه: «بین تو و معجزه» ساخته ماریانا سافون